# إرفينغ راندال تود
إرفينغ راندال تود (بالإنجليزية: Irving Randall Todd)‏ هو سياسي كندي، ولد في 15 ديسمبر 1861 في كندا، وتوفي في 27 ديسمبر 1932. حزبياً، نشط في حزب كندا المحافظ. وقد انتخب عضو مجلس الشيوخ الكندي.